# Grästjärnen (Dalskogs socken, Dalsland)
Grästjärnen är en sjö i Melleruds kommun i Dalsland och ingår i Göta älvs huvudavrinningsområde. Västra Dammtjärnet ligger i Kabbo Natura 2000-område.